# قبرة متوجة

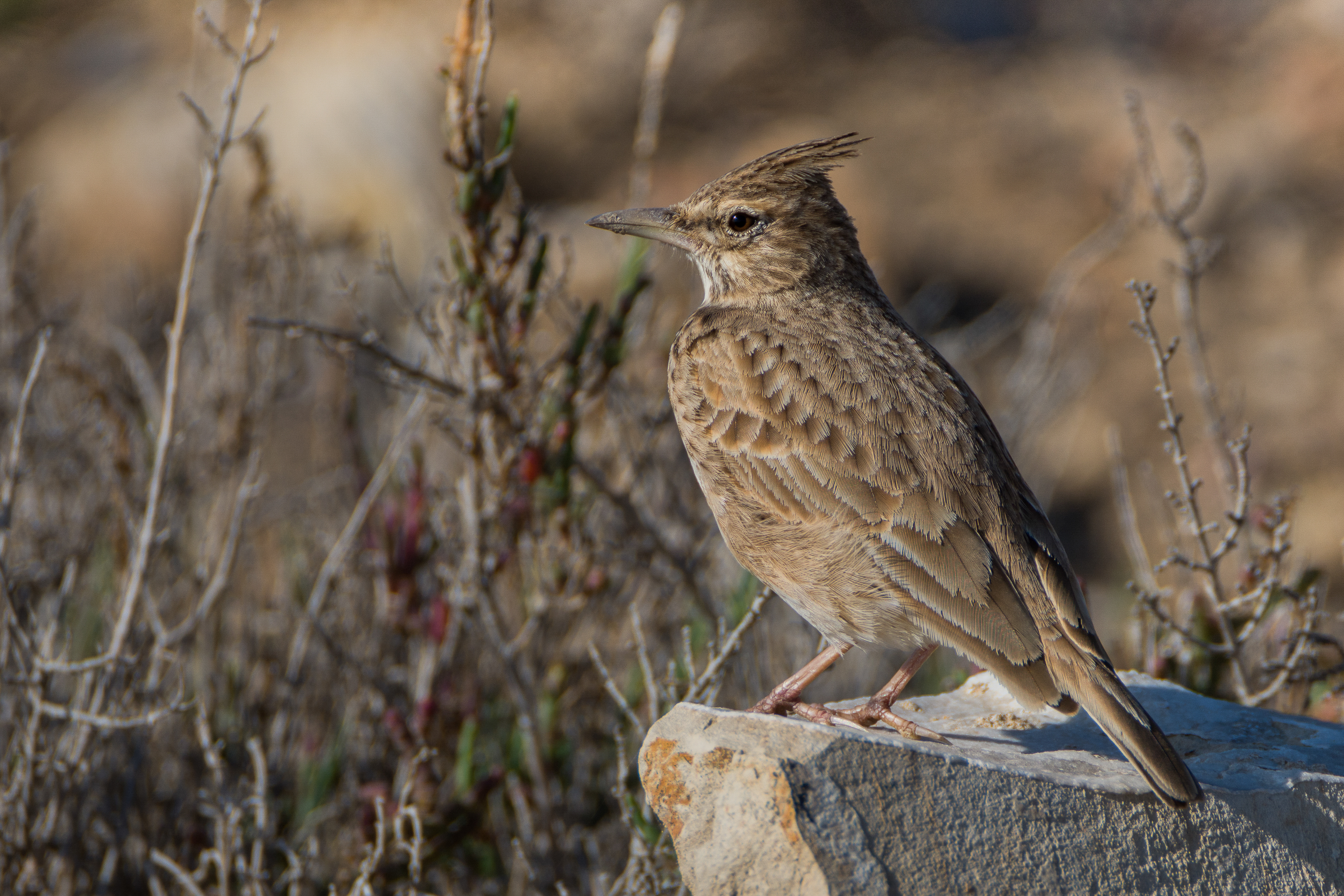
القوبعة

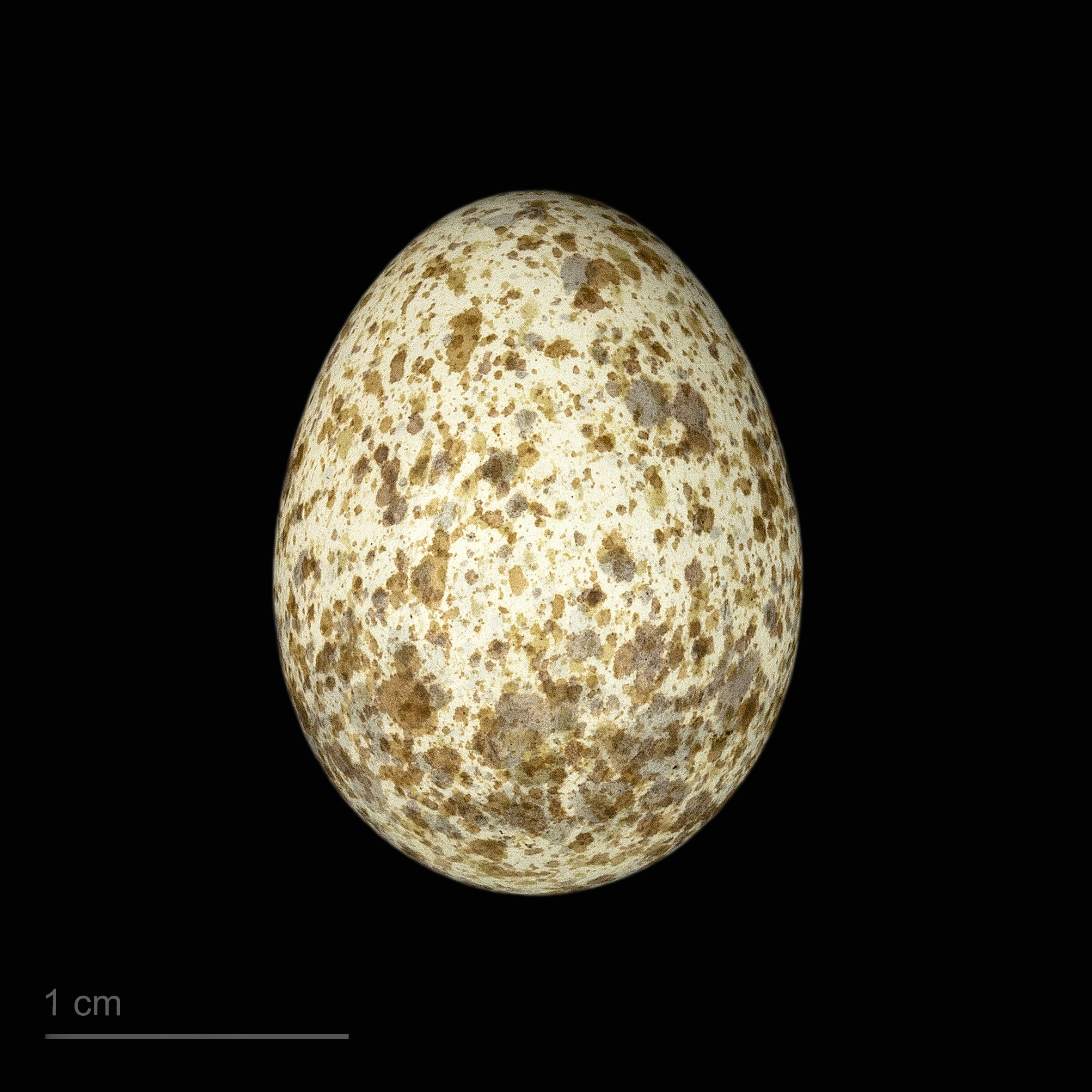
Galerida cristata arenicola

قبرة متوجة أو قنبرة متوجة أو  القُوبعة  (Crested Lark)الاسم العلمي:(Galerida Cristata)، القُوبعة: أطلق أهالي على هذا الطائر بـ (القوبعة) نسبةً إلى أن هذا الطائر له تاج كبير عُرف على رأسه يشبه القبعة. طائر صحراوي مقيم ومعشش يكثر وجوده في الشتاء، على شكل أسراب (مجموعات).
يتواجد في المناطق شبه الصحراوية والمناطق الرملية، السبخات ذات الشجيرات الصحراوية، والمناطق الزراعية المكشوفة وواحات النخيل، والمنتزهات العشبية والحدائق الكبيرة وعلى جانبي الطرق.

## الميزات
يصل طول جسمه إلى 17 سم تقريباً، وهو مغطي بريش بني داكن اللون من الناحية الظهرية، وفاتح اللون من الناحية البطنية، والجناحان عريضان يساعدانه على البقاء لمدة طريلة في الجو، ويصل امتداد الجناحين إلى 38 سم تقريباً، يتميز بوجود عرف تاج بني اللون من الريش على الرأس، الأرجل صفراء اللون، والمنقار قرني، والعيون بنية.

## التزاوج والتكاثر
تضع الأنثى في فترة التكاثر حوالي 5 بيضات في العش التي تصنعها تحت أشجار مظللة.

## التغذية
يتغذى على الحبوب الصحراوية والحشرات.

## اقرأ أيضاً
- تطور الطيور